# Ogcodes chilensis
Ogcodes chilensis este o specie de muște din genul Ogcodes, familia Acroceridae, descrisă de Curtis W. Sabrosky în anul 1945. Conform Catalogue of Life specia Ogcodes chilensis nu are subspecii cunoscute.